# Michaił Piotrowski
Michaił Borisowicz Piotrowski (ros. Михаил Борисович Пиотровский, ur. 9 grudnia 1944 w Erywaniu) – rosyjski historyk orientalista, filolog, znawca sztuki, dyrektor Ermitażu (od 1992).

## Życiorys
Jest synem dyrektora Ermitażu Borisa Piotrowskiego. W 1967 ukończył z wyróżnieniem Wydział Wschodni Leningradzkiego Uniwersytetu Państwowego (katedrę filologii arabskiej), w latach 1967–1991 pracował w Leningradzkim Oddziale Instytutu Orientalistyki, w 1973 obronił pracę kandydacką, a w 1985 doktorską. W 1991 został zastępcą dyrektora Muzeum Ermitażu ds. pracy naukowej, a w lipcu 1992 dyrektorem Państwowego Ermitażu, 1993–1996 był członkiem kolegium Ministerstwa Kultury Rosji (ponownie został nim w 2001). W 1996 został członkiem Rady przy Prezydencie Federacji Rosyjskiej ds. kultury i sztuki, w 2001 prezesem Związku Muzeów Rosji, a w 2012 dziekanem Wydziału Wschodniego Petersburskiego Uniwersytetu Państwowego. Jest członkiem korespondentem Niemieckiego Instytutu Archeologicznego i honorowym członkiem Akademii Nauk Republiki Tatarstanu. W 2011 został wybrany deputowanym do Dumy Państwowej, jednak nie przyjął mandatu. Zna języki arabski i angielski. Napisał ponad 250 prac naukowych, m.in. na temat arabskiej kultury i języka.

## Odznaczenia
- Order Honoru (1997)
- Order „Za zasługi dla Ojczyzny” (dwukrotnie – 2004 i 2009)
- Order Przyjaźni (2016)
- Order Zasługi Rzeczypospolitej Polskiej (Polska, 2004)
- Order Oranje-Nassau (Holandia, 1996)
- Order Gwiazdy Polarnej (Szwecja, 1999)
- Order Lwa Finlandii (Finlandia, 2005)
- Order Franciszka Skaryny (Białoruś, 2014)
- Order Księcia Jarosława Mądrego (Ukraina, 2003)
- Order Wschodzącego Słońca (Japonia, 2007)
- Legia Honorowa (Francja, dwukrotnie – 1998 i 2004)
- Order Korony (Belgia) (2011)
- Order Zasługi Republiki Włoskiej (Włochy, dwukrotnie – 2000 i 2004)

I inne.